# Зора Зулуа
Зора Зулуа (енгл. Zulu Dawn), америчка историјска драма снимљена 1979. године, са Питером О'Тулом и Бертом Ланкастером у главним улогама.

## Тема
Заснован на историјским догађајима, овај филм описује Англо-Зулу рат и битку код Исандлуане (1879) из британске перспективе. Тематски, филм представља увод у ранији филм Зулу из 1964. године.

## Улоге
- Питер О'Тул - Лорд Челмсфорд, генерал британске колонијалне војске у Јужној Африци.
- Берт Ланкастер - потпуковник Ентони Дурнфорд, британски колонијални официр и заповедник Наталског домородачког контингента.
- Денхолм Елиот - потпуковник Хенри Пулин, заповедник британског логора код Исандлуане.
- Боб Хоскинс - наредник Вилијамс, сурови и неустрашиви подофицир британске пешадије.
- Питер Вон - интендантски наредник Блумфилд, оличење бирократске ситничавости, расизма и класне подељености у британској војсци.
- Најџел Девенпорт - пуковник Џорџ Хамилтон Браун, један од заповедника Наталског домородачког контингента.

## Критике
На сајту Ротен Томејтос, 50 посто критичара дало је овом филму позитивну оцену.